# Gisslankrisen i Libanon
Gisslankrisen i Libanon hänvisar till den systematiska kidnappningen i Libanon av 96 utländska gisslan av 21 med nationellt ursprung - mestadels amerikaner och västeuropéer - mellan 1982 och 1992. Minst åtta gisslan dog i fångenskap: några mördades, medan andra dog av sjukdomar i brist på adekvat medicinsk vård.
De som tog ansvar för kidnappningen använde olika namn, men vittnesmål från före detta gisslan visar att nästan alla "grupper" var faktiskt en grupp av "ett dussin män" som kom "från olika ... klaner" i Hizbollahs organisation, "främst Mughniyya- och Hamadiklanerna". Särskilt viktig i organisationen var "mästerterroristen" Imad Mughniyeh. Hizbollah har offentligt förnekat inblandning. Det är också allmänt trott att den islamiska republiken Iran - och i mindre utsträckning Syrien - spelade en viktig roll i kidnappningarna, om det i själva verket inte var anstiftare av dem.
Den ursprungliga orsaken till gisslantagningen tycks ha varit "som en försäkring mot vedergällning av USA, Syrien eller någon annan styrka" mot Hizbollah, som tros var ansvarig för dödandet av 230 amerikaner och 58 fransmän i marinkårens baracker och ambassadbombningen i Beirut. Andra orsaker till kidnappningarna eller långvarigt innehav av gisslan tros vara "huvudsakligen baserad på iranska utrikespolitiska beräkningar och intressen", särskilt utvinning av "politiska, militära och ekonomiska eftergifter från västvärlden", då gisslantagarna var starkt allierade med Islamiska republiken Iran.
De strama säkerhetsåtgärderna som vidtogs av gisslantagarna lyckades förhindra räddningarna av alla utom en handfull gisslan, och detta tillsammans med offentliga påtryckningar från media och familjer till gisslan ledde till en uppdelning av antiterrorismprincipen "inga förhandlingar, inga eftergifter" av amerikanska och franska tjänstemän. I USA förhandlade Reagan-administrationen fram ett hemligt och olagligt 'vapen-för-gisslan'-byte med Iran i det som kom att kallas Iran-Contras-affären.
Gisslankrisen slutade med behovet av västerländskt bistånd och investeringar av Syrien och Iran efter utgången av Iran–Irak-kriget och Sovjetunionens fall, och med löften till Hizbollah att det kunde förbli beväpnade efter utgången av det libanesiska inbördeskriget och att Frankrike och USA inte skulle söka hämnd mot dem.